# Ochthebius minabensis
Ochthebius minabensis är en skalbaggsart som beskrevs av Ferro 1983. Ochthebius minabensis ingår i släktet Ochthebius och familjen vattenbrynsbaggar. Inga underarter finns listade i Catalogue of Life.